# Aotus griseimembra
Aotus griseimembra is een zoogdier uit de familie van de nachtaapjes (Aotidae). De wetenschappelijke naam van de soort werd voor het eerst geldig gepubliceerd door Daniel Giraud Elliot in 1912.

## Voorkomen
De soort komt voor in delen van Colombia en Venezuela.